# BSNニュースワイド
『BSNニュースワイド』（ビーエスエヌ ニュースワイド）は、1977年4月4日から2005年3月25日まで放送された新潟放送のテレビワイドニュース番組。

## 概要
- 一時期、全国ニュースの『JNNニュースの森』を内包し、「ニュースワイド540（545）」というタイトルで放送していた。また深夜にニュースワイドダイジェスト（再放送）が放送されていた。
- 28年の永きに渡り放送されていたが、2005年3月25日、『イブニング王国!』にローカル枠を統一するため終了した。県内ニュースは2009年まで同番組内で『イブニング王国!NEWS』として放送されていた。
- 番組制作協力・協賛は新潟日報。

## 放送時間
いずれも月 - 金(JST)。
- 18:00 - 18:30（放送開始当初の放送時間[1]）
- 18:30 - 19:00（『JNNニュースの森』放送開始に伴う移動）
- 18:29 - 19:00
- 18:28 - 19:00
- 18:22 - 19:00
- 17:45 - 19:00（『ニュースワイド545』として放送）
- 17:40 - 18:55（『ニュースワイド540』として放送、19時台のフライングスタートに伴い5分前倒し）
- 18:19 - 18:55（正確な開始時刻は18:18:50）

## キャスター
- 近藤丈靖[2]
- 表佳世（現佐野佳世）[2]
- 小林恵子 - スポーツコーナー担当

## 歴代のキャスター
- 小柳実
- 高坂元巳
- 杉山朋子
- 増山由美子
- 伊藤麻子
- 星野一弘
- 渡辺裕子
- 中村靖国
- 中津川英子
- 杉山朋子（和田朋子）